# دكروة سيانية
دكروة سيانية (الاسم العلمي:Dichroa cyanea) هي نوع غير مؤكد من النباتات تتبع جنس الدكروة من الفصيلة الهدرانجية.